# 格倫瓦德模擬戰
格倫瓦德模擬戰是波蘭重要的文化活動之一，也是同類型動裡規模最大的，其內容在於重現西元1410年7月15日，波蘭及立陶宛聯軍對抗條頓騎士團的格倫瓦德之戰。
活動參與人數高達一千五百人，主要是來自世界各地的中世紀粉絲，另每年到訪的遊客人數超過十萬人。模擬戰重現的內容包括：條頓騎士團獻給波蘭國王的兩把寶劍、對聖母瑪麗亞的歌頌、弓箭手的襲擊，戰場上的駿馬，條頓騎士團大團長之死，波蘭的勝利及各種中世紀戰術謀略。

## 外部連結
格倫瓦德模擬戰主辦單位官方網站 （页面存档备份，存于）